# أنصار (اسم)
أَنْصَار هو اسم علم مؤنث من أصل عربي، وجاء الاسم على صيغة أفعال، ومعناه هو المؤيدون والمؤازرون والأعوان، والأنصار هم أهل المدينة المنورة من الأوس والخزرج الذين ناصرو رسول الله ﷺ حين هاجر إليهم.